# جيرمين روبنسون
جيرمين روبنسون (بالإنجليزية: Jermaine Robinson)‏ هو لاعب كرة قدم كندية أمريكي، ولد في 10 أبريل 1989 في بيتسبرغ في الولايات المتحدة.